# Kevin Shirley
Kevin Shirley (conocido como The Caveman, 29 de junio de 1960 en Johannesburgo, Sudáfrica) es un productor musical, popular por haber producido discos para Iron Maiden, Journey, Rush, Led Zeppelin, Joe Bonamassa, Beth Hart, Marya Roxx, Dream Theater, HIM, Tyler Bryant, Mr. Big, y Europe.

## Discografía seleccionada
- Billy Squier — Tell the Truth - 1993
- Rush — Counterparts - 1993
- Silverchair — Frogstomp - 1995
- Doro - Machine II Machine - 1995
- Journey — Trial by Fire - 1996
- Aerosmith — Nine Lives - 1996
- Dream Theater — Falling into Infinity - 1997
- The Black Crowes — By Your Side - 1999
- Jimmy Page and The Black Crowes — Live at the Greek - 2000
- Joe Satriani — Engines of Creation - 2000
- Iron Maiden — Brave New World - 2000
- Iron Maiden — Rock in Rio - 2002
- Led Zeppelin — How the West Was Won - 2003
- Iron Maiden — Dance of Death - 2003
- Supagroup — Rules - 2005
- Iron Maiden — A Matter of Life and Death - 2006
- Lauren Harris — Calm Before the Storm - 2008
- Iron Maiden — Flight 666 – The Original Soundtrack - 2009
- Iron Maiden — The Final Frontier - 2010
- Black Country Communion — Black Country - 2010
- Journey — Eclipse - 2011
- Iron Maiden — En Vivo! - 2012
- Europe — Bag of Bones - 2012
- Steve Harris — British Lion - 2012
- Iron Maiden — Maiden England '88 - 2013
- Black Star Riders — All Hell Breaks Loose - 2013
- Iron Maiden — The Book of Souls - 2015
- Iron Maiden — The Book of Souls: Live Chapter - 2017
- Iron Maiden — Nights of the Dead - 2020
- Iron Maiden — Senjutsu - 2021